# Uwodzenie
Uwodzenie – zachowanie mające na celu przyciągnięcie partnera/partnerki bez użycia przemocy. Może ono doprowadzić do stosunku płciowego lub utworzenia związku nieformalnego, niekiedy zakończonego małżeństwem. 
Taktyki uwodzenia są rozważane w nurcie psychologii ewolucyjnej. W tym sensie pojęcie to może być używane także w odniesieniu do zwierząt.

## Techniki wykorzystywane w uwodzeniu
W uwodzeniu wykorzystuje się większość technik perswazji i manipulacji, jak potwierdzenie społeczne, upodobanie, autorytet, niedobór. Robert Greene analizując dostępne źródła historyczne wyodrębnił też kilka kobiecych i męskich tożsamości uwodziciela, charakteryzujących się właściwymi sobie, pociągającymi cechami. Należą do nich:
1. Syrena - czyli np. Afrodyta, Marilyn Monroe lub królowa Kleopatra, nie jest szczególnie piękna, uwodzi głosem i powierzchownością wyrażoną w zwiewnych sposobie poruszania się, wyróżniającym ubiorze i sugerowanemu seksapilowi.
2. Rozpustnik - np. kardynał Richelieu lub Gabriele D'Annunzio, uwodzicielski jest lekceważący sposób, w jaki traktuje kobiety, jednocześnie bardzo mocno ich pożądając. Ponieważ ma reputację rozpustnika, działa tutaj także reguła dowodu społecznego, wzmacniająca perswazję.
3. Idealny kochanek - np. Giacomo Casanova lub Madame Pompadour, idealnie odczytuje fantazje i potrzeby uwodzonej osoby, których korzenie często kryją się w dzieciństwie.
4. Dandys - np. Rodolpho Guglielmi, Lou Andreas-Salomé lub Gregory House, niezwykle atrakcyjna jest nonkonformistyczna postawa dandysa dla społecznych konwencji i swobodne kształtowanie tożsamości, przez co wydaje się być czymś rzadkim.
5. Duże dziecko - np. Charlie Chaplin, Emma Crouch lub Josephine Baker, dziecięca, nieco naiwna i ufna postawa sprzyja wytworzeniu się więzi w postaci rodzicielskich uczuć u osoby uwodzonej.
6. Kokietka - np. Józefina lub Andy Warhol, uwodzi naprzemiennie okazując nadmierne zainteresowanie i zupełną oziębłość w stosunku do uwodzonej osoby.
7. Czarodziej - np. Benjamin Disraeli, Pamela Churchill lub Zhou Enlai, dzięki empatii potrafi stać się zwierciadłem dla uczuć i emocji uwodzonej osoby.
8. Charyzmatyk - np. Joanna d’Arc, Grigorij Rasputin, Elvis Presley lub Jiddu Krishnamurti, charyzmatyk działa uwodzicielsko na tłumy, przez swoje uparte dążenie do wyznaczonego celu i pełne zaangażowania zdolności oratorskie.
9. Gwiazda - np. Marlene Dietrich lub John F. Kennedy, uwodzicielskie jest wrażenie, jakie otacza wokół siebie[potrzebny przypis].

## Szkolenia i serwisy o tematyce uwodzenia
Wraz z rozwojem internetu powstały specjalne fora, na których mężczyźni wymieniają się spostrzeżeniami na temat uwodzenia kobiet, a także miejsca, gdzie kobiety dzielą się sposobami na uwodzenie mężczyzn.
Dla części ich uczestników porady w zakresie podrywania kobiet stały się sposobem na biznes. Regularnie organizowane są płatne szkolenia, połączone z wykładami i częścią praktyczną. Kursy wzbudzają często wiele kontrowersji wśród ich uczestników, krytyków i nawet służb publicznych.